# 1. FC Pforzheim

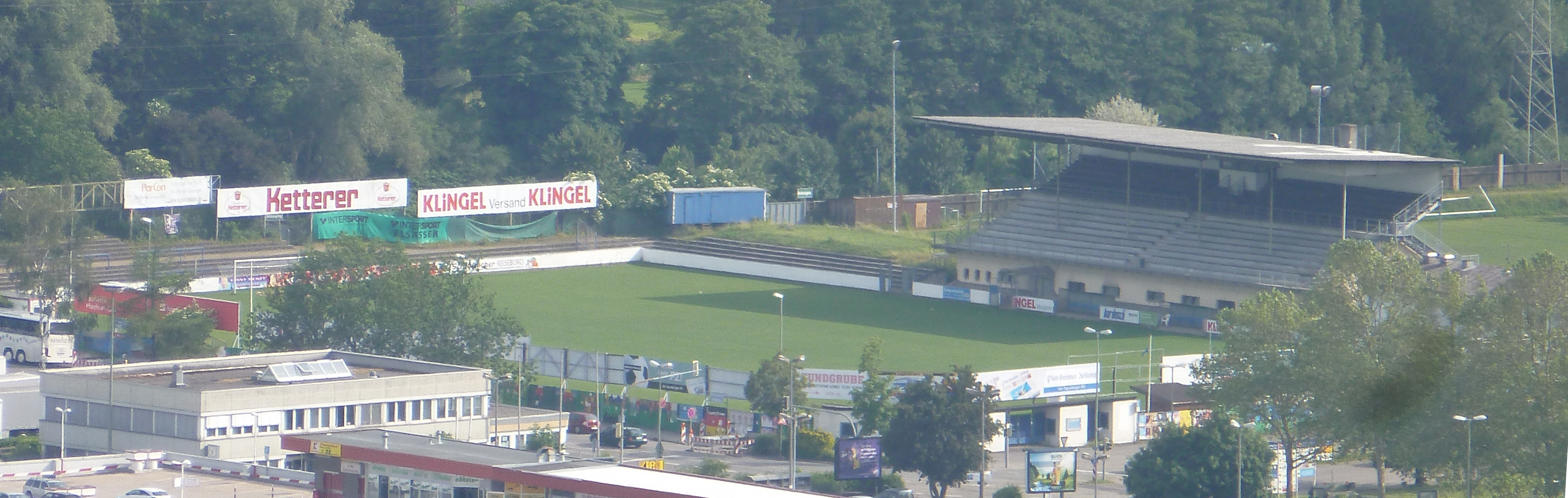
Stadion im Brötzinger Tal

1. FC Pforzheim was een Duitse voetbalclub uit Pforzheim.

## Geschiedenis

### Eerste successen
De club werd in 1896 opgericht en is daardoor een pionier in het voetbal dat in deze tijd nog een vrij onbekend sport was in het Duitse Rijk. In 1897 richtte de club samen met Karlsruher FV en Karlsruher FC Phönix de Zuid-Duitse voetbalbond op en in 1900 was de club medeoprichter van de Duitse voetbalbond.
In 1905 werd de club kampioen van Zuid-Duitsland en nam in 1905/06 deel aan de eindronde om de Duitse titel. In de kwartfinale speelde de club tegen Cölner FC 99 en won in de verlenging met 4-2. In de halve finale veegde de club titelverdediger Berliner TuFC Union 1892 van de kaart door sensationeel met 4-0 te winnen. De finale werd in Neurenberg gespeeld voor 2200 toeschouwers tegen de allereerste kampioen VfB Leipzig dat met 2-1 won en voor de tweede keer kampioen werd.

### Eersteklassevoetbal en naoorlogse periode
In de jaren twintig speelde de club in de Bezirksliga Württemberg/Baden, wat toen de hoogste speelklasse was. In 1926 degradeerde de club en Pforzheim kon pas in 1929 terugkeren.
Na de hervorming van de competitie in 1933 onder impuls van het Derde Rijk werd de Gauliga ingevoerd als hoogste klasse. Pforzheim werd in de Gauliga Baden ingedeeld en speelde daar tot 1944. In 1936, 1938 en 1939 werd de club vicekampioen achter respectievelijk SV Waldhof Mannheim en VfR Mannheim.
Van 1950 tot 1963 speelde de club in de tweede klasse van de Oberliga Süd. Dan werd de Bundesliga ingevoerd als hoogste klasse en werden de Oberliga’s afgeschaft. Pforzheim belandde nu in de nieuw opgerichte Regionalliga dat nu de tweede klasse was. Met zeventien jaar lang in de tweede klasse (2. Oberliga en Regionalliga) verbleef de club langer dan elke andere club in deze speelklasse.

### Langzame teloorgang
In 1978/79 speelde de club in de heringevoerde Oberliga, die nu nog maar de derde klasse was en door een zeventiende plaats degradeerde de club. In 1985 promoveerde de club terug en werd opnieuw een vaste waarde in deze competitie. In 1987/88 bereikte de club de 1/8ste finale van de DFB-Pokal na overwinningen tegen 1. FC Saarbrücken en Concordia Hamburg. In de 1/8ste finale was Werder Bremen echter te sterk, al had de club wel twee wedstrijden nodig om afstand te nemen van Pforzheim. Na de titel in 1991 maakte de club kans om te promoveren naar de 2. Bundesliga, maar in de eindronde verloor de club van TSV 1860 München.
In 1994 werd de Regionalliga heringevoerd en deze verving de Oberliga als derde klasse. Pforzheim werd tiende in 1993/94 en plaatste zich hierdoor niet voor de Regionalliga. Nadat de club in 2000/01 met twee punten achterstand op TSG Hoffenheim de promotie naar de Regionalliga miste begon de sportieve en financiële ondergang van de club en in 2004 werd een faillissement net vermeden. Hierdoor moest de club echter wel gedwongen degraderen uit de Oberliga.
Na twee seizoenen kon de club echter terugkeren. Op 31 oktober 2006 werd bekend dat de club zou fuseren met VfR Pforzheim en dat de nieuwe club SV Pforzheim 1896 zou heten. De club zou in het stadion van VfR gaan spelen maar de fusie sprong af in mei 2007. Het behoud kon niet verzekerd worden en de club degradeerde datzelfde seizoen opnieuw.
In 2010 fuseerde de club met VfR Pforzheim tot 1. CfR Pforzheim.

## Erelijst
Kampioen Zuid-Duitsland
1906
Kampioen Württemberg
1932
Kampioen Württemberg-Baden
1923
Kampioen Baden
1921,1923

## Recente eindstanden
| - 1963-64 (II) Regionalliga Süd 15de - 1964-65 (II) Regionalliga Süd 13de - 1965-66 (II) Regionalliga Süd 7de - 1966-67 (II) Regionalliga Süd 18de - 1967-68 (III) Amateurliga Noord-Baden 2de - 1968-69 (III) Amateurliga Noord-Baden 2de - 1969-70 (III) Amateurliga Noord-Baden 7de - 1970-71 (III) Amateurliga Noord-Baden 2de - 1971-72 (III) Amateurliga Noord-Baden 7de - 1972-73 (III) Amateurliga Noord-Baden 3de - 1973-74 (III) Amateurliga Noord-Baden 5de - 1974-75 (III) Amateurliga Noord-Baden 4de - 1975-76 (III) Amateurliga Noord-Baden 3de - 1976-77 (III) Amateurliga Noord-Baden 4de - 1977-78 (III) Amateurliga Noord-Baden 3de - 1978-79 (III) Am.Oberliga Baden-Würt. 17de - 1979-80 (III) Amateurliga Noord-Baden 4de - 1980-81 (III) Amateurliga Noord-Baden 10de - 1981-82 (III) Amateurliga Noord-Baden 5de - 1982-83 (III) Amateurliga Noord-Baden 3de - 1983-84 (III) Amateurliga Noord-Baden 6de - 1984-85 (III) Amateurliga Noord-Baden 1ste - 1985-86 (III) Am.Oberliga Baden-Würt. 3de - 1986-87 (III) Am.Oberliga Baden-Würt. 7de - 1987-88 (III) Am.Oberliga Baden-Würt. 9de | - 1988-89 (III) Am.Oberliga Baden-Würt. 2de - 1989-90 (III) Am.Oberliga Baden-Würt. 3de - 1990-91 (III) Am.Oberliga Baden-Würt. 1ste - 1991-92 (III) Am.Oberliga Baden-Würt. 13de - 1992-93 (III) Am.Oberliga Baden-Würt. 8ste - 1993-94 (III) Am.Oberliga Baden-Würt. 10de - 1994-95 (IV) Oberliga Baden-Würt. 8ste - 1995-96 (IV) Oberliga Baden-Würt. 3de - 1996-97 (IV) Oberliga Baden-Würt. 2de - 1997-98 (IV) Oberliga Baden-Würt. 5de - 1998-99 (IV) Oberliga Baden-Würt. 3de - 1999-00 (IV) Oberliga Baden-Würt. 7de - 2000-01 (IV) Oberliga Baden-Würt. 2de - 2002-03 (IV) Oberliga Baden-Würt. 12de - 2003-04 (IV) Oberliga Baden-Würt. 9de Licentie geweigerd - 2004-05 (V) Verbandsliga Baden 4de - 2005-06 (V) Verbandsliga Baden 1ste - 2006-07 (IV) Oberliga Baden-Würt. 16de - 2007-08 (V) Verbandsliga Baden |